# Sumber Rejo (Waway Karya)
Sumber Rejo is een bestuurslaag in het regentschap Lampung Timur van de provincie Lampung, Indonesië. Sumber Rejo telt 4127 inwoners (volkstelling 2010).